# République tchèque aux Jeux olympiques d'hiver de 2006
Cet article contient des informations sur la participation et les résultats de la République tchèque aux Jeux olympiques d'hiver de 2006 à Turin en Italie. La République tchèque était représentée par 87 athlètes.

## Médailles
|                    | Médaille d'or | Médaille d'argent | Médaille de bronze | Total |
| ------------------ | ------------- | ----------------- | ------------------ | ----- |
| République tchèque | 1             | 2                 | 1                  | 4     |

- Liste des vainqueurs d'une médaille (par ordre chronologique)
  - Kateřina Neumannová  en ski de fond sur 15 km individuel F Résultats
  - Lukáš Bauer  en ski de fond sur 15 km classique H Résultats
  - Kateřina Neumannová  en ski de fond sur 30 km libre F Résultats
  - Équipe de République tchèque de hockey sur glace  en hockey sur glace masculin Résultats

## Épreuves

### Biathlon
- Irena Česneková
- Roman Dostál
- Lenka Faltusová
- Kateřina Holubcová
- Tomáš Holubec
- Ondřej Moravec
- Magda Rezlerová
- Michal Šlesingr
- Zdeňka Vejnarová
- Zdeněk Vítek

### Bobsleigh
- Martin Bohman
- Ivo Danilevič
- Roman Gomola
- Jan Kobián
- Radek Řechka
- Miloš Veselý

### Combiné nordique
- Patrik Chlum
- Pavel Churavý
- Ladislav Rygl
- Tomáš Slavík
- Aleš Vodseďálek

### Hockey sur glace
Hommes 
- Dominik Hašek
- Milan Hnilička
- Tomáš Vokoun
- František Kaberle
- Tomáš Kaberle
- Filip Kuba
- Pavel Kubina
- Marek Malík
- Jaroslav Špaček
- Marek Židlický
- Jan Bulis
- Petr Čajánek
- Martin Erat
- Patrik Eliáš
- Milan Hejduk
- Aleš Hemský
- Jaromír Jágr
- Aleš Kotalík
- Robert Lang
- Rostislav Olesz
- Václav Prospal
- Martin Ručinský
- Martin Straka
- David Výborný

### Luge
- Antonín Brož
- Lukáš Brož
- Jakub Hyman
- Markéta Jeriová

### Patinage artistique
- Tomáš Verner

### Patinage de vitesse
- Martina Sáblíková

### Saut à ski
- Antonín Hájek
- Jakub Janda
- Jan Matura
- Jan Mazoch
- Borek Sedlák
- Ondřej Vaculík

### Short-track
- Kateřina Novotná

### Ski acrobatique
Sauts
- Aleš Valenta
- Šárka Sudová

Bosses
- Nikola Sudová

### Ski alpin
- Ondřej Bank
- Lucie Hrstková
- Kryštof Krýzl
- Eva Kurfürstová
- Michaela Smutná
- Filip Trejbal
- Martin Vráblík
- Šárka Záhrobská
- Petr Záhrobský
- Borek Zakouřil
- Petra Zakouřilová

### Ski de fond
- Helena Erbenová
- Lukáš Bauer
- Eliška Hájková
- Ivana Janečková
- Martin Koukal
- Dušan Kožíšek
- Jiří Magál
- Petra Markelová
- Petr Michl
- Kateřina Neumannová
- Eva Nývltová
- Kamila Rajdlová
- Milan Šperl

### Snowboard
Halfpipe
- Martin Černík

Slalom géant parallèle
- Petra Elsterová

Cross
- Michal Novotný